# The Miracle of Christmas
The Miracle of Christmas, julalbum av Neil Sedaka utgivet i USA 9 oktober 2006. Albumet är producerat av Neil Sedaka.
Albumet såldes i en 2-CD-version via Sedakas egen webbsida. Den utgåva som såldes i affärer innehöll alltså bara den första CD-skivan.
På låten "A Christmas Miracle" har Sedaka återanvänt melodin från "The Miracle Song" (som första gången dök på albumet Timeless - The Very Best Of Neil Sedaka (1991)) med något modifierad text.
"Love Is Spreading Over The World" dök första gången upp Sedakas album Now från 1981.

## Låtlista

### CD 1
1. A Lonely Christmas In New York (Neil Sedaka)
2. A Christmas Prayer (Neil Sedaka)
3. A Christmas Miracle (Neil Sedaka/Dara Sedaka)
4. Love Is Spreading Over The World (Neil Sedaka/Howard Greenfield)
5. Baby's First Christmas Lullaby (Neil Sedaka)
6. Happy New Year Baby (Neil Sedaka/Howard Greenfield)
7. Christmas 'Round The World (Neil Sedaka)
8. Razzle Dazzle Christmas (Neil Sedaka)
9. What A Lousy, Rotten Christmas (Neil Sedaka)
10. Christmas Time Is Not The Same Without You (Neil Sedaka)
11. Where Is God? (Neil Sedaka)
12. A Christmas Melody (Neil Sedaka/Denise Rich/Jodi Marr)

### CD 2
1. Let It Snow, Let It Snow, Let It Snow (Sammy Cahn/Jule Styne)
2. Silent Night (Josef Mohr/Franz Gruber)
3. Winter Wonderland (Felix Bernard/Richard B. Smith)
4. O Holy Night (Adolphe Adam)
5. White Christmas (Irving Berlin)
6. What A Child Is This? (traditional)
7. Have Yourself A Merry Little Christmas (Ralph Blane/Hugh Martin)
8. The First Noel (traditional)
9. The Christmas Song (Melvin H. Torme/Robert Wells)
10. O Come All Ye Faithful (John F. Wade)